# Orgenomescos
Los orgenomescos eran una tribu cántabra
asentada en el norte de España, entre el río Sella en Asturias y la zona oeste de Cantabria. Historiadores como Ángel Ocejo sitúan su capital en Quintanilla, Valle de Lamasón, provincia de Cantabria. Otros autores como Maximiliano González Flórez establecen una frontera más amplia, estableciendo una cuña de penetración hacia el oeste de la cordillera Cantábrica, llegando hasta la cuenca del Torío, quienes fundaron pueblos como el de Orzonaga y relacionadolos con los vadinienses establecidos más al este.
El nombre de esta tribu proviene del céltico *org-no- 'golpear, matar, saquear', y *mesk- 'locura, borrachera'; por lo que se puede traducir su nombre por «los que se embriagan en la matanza»
En sus tierras establecieron los romanos el asentamiento de Portus Vereasueca.